# فيكتور أرنولد (ممثل أمريكي)
فيكتور أرنولد (بالإنجليزية: Victor Arnold)‏ مواليد 1 يوليو 1936 في الولايات المتحدة - الوفاة 13 أبريل 2012 في الولايات المتحدة، هو ممثل أمريكي بدأ مسيرته الفنية سنة 1956. ظهر في قرابة 40 فلما. من أعماله فيلم شافت في سنة 1971. امتدت مسيرته الفنية لأكثر من 55 عاما.

## روابط خارجية
- فيكتور أرنولد على موقع IMDb (الإنجليزية)
- فيكتور أرنولد على موقع قاعدة بيانات برودواي على الإنترنت (الإنجليزية)
- فيكتور أرنولد على موقع قاعدة بيانات الفيلم (الإنجليزية)